# Dusona citeria
Dusona citeria là một loài tò vò trong họ Ichneumonidae.